# Crazy – total verrückt
Crazy – total verrückt ist eine deutsche Filmklamotte von Franz Josef Gottlieb. Der auch unter dem Titel Rudi lass das Mausen sein bekannte Film erlebte am 30. Mai 1973 seine Premiere.

## Handlung
Lebemann Robert Wagner hat ein Problem: In den letzten 20 Jahren finanzierte er sich seinen Luxus mit dem Geld von Onkel Bill aus Übersee. Dem schwindelte er vor, dass er studiert, später seinen Doktor in Medizin macht, ein Krankenhaus eröffnet hat und verheiratet ist. Für alles erhielt er von Onkel Bill Geld, dabei hat er nicht einmal eine Uni besucht. Gemeinsam mit Rechtsanwalt Alex Ross lebt Robert in einer mondänen Villa, als sich Onkel Bill eines Tages zu Besuch anmeldet. Robert schreibt ihm, er sei mit einem bosnatischen Professor in wichtige wissenschaftliche Arbeiten vertieft, doch lässt sich Onkel Bill davon nicht abschrecken. Im Gegenteil: Er will nun auch den Arzt kennenlernen. In aller Eile engagiert Robert den Werbedarsteller Oskar Müller und dessen trinkfreudige Kollegin Erna Schuster als Arzt und Ehefrau. Roberts Exfreundin Elke, die Robert seit Jahren hilfreich zur Seite steht, wird ebenfalls in die Komödie eingeweiht.
Onkel Bill erscheint und bringt seine Tochter Daila mit. Sie war als Jugendliche unattraktiv, sodass Robert den Wunsch Bills, sie einst zu heiraten, nie in Erwägung gezogen hat. Inzwischen ist sie jedoch zu einer schönen jungen Frau geworden und Robert bereut sofort, dass er eine Ehefrau erfunden hat. Dinge verkomplizieren sich, als die bosnatische Botschaft glaubt, dass Oskar Müller tatsächlich der berühmte bosnatische Arzt ist, für den er sich ausgibt. Die Bosnatier glauben, er sei aus ihrem Land geflohen, und setzen alles daran, Oskar zu verhaften. Gleichzeitig bittet ein erkrankter Scheich darum, von Oskar behandelt zu werden. Nur mit Mühe schafft es Oskar, seinen Verfolgern zu entkommen. Die Maskerade von Oskar und Robert droht zudem aufzufliegen, als Bill beide im Krankenhaus aufsucht und ihnen bei ihrer Arbeit über die Schulter blicken will. Nur mit Mühe können beide die Situation meistern.
Irgendwann hat Oskar genug und packt seine Sachen. Da sein Koffer in Bills Zimmer untergebracht wurde, muss er den Koffer in dessen Zimmer suchen. Dabei beobachten ihn auch die Agenten der bosnatischen Botschaft und steigen nachts in Bills Zimmer ein, in dem sie Oskar vermuten. Sie nehmen versehentlich Bill mit und bringen ihn in die bosnatische Botschaft, wo sie ihren Fehler bemerken. Bill wird als Betrunkener getarnt ausgesetzt. Als am Abend in der Botschaft ein Fest stattfindet, schleichen sich Robert und Oskar als Frauen verkleidet in die Botschaft, wo sie Bill vermuten, jedoch nicht fündig werden. Zurück in der Villa ist Bill bereits da und in einem kritischen Zustand, wie Daila behauptet. Robert gibt nun seine Maskerade auf. Er und Oskar geben zu, die Ärzte nur gespielt zu haben. Die Gesundheit Bills gehe nun aber in jedem Fall vor. Plötzlich steht Bill vollkommen gesund vor ihnen. Er hat seine Krankheit nur gespielt, um Robert zu testen. Er hat auch das Geständnis gehört und zeigt sich entsetzt. Daila jedoch gibt zu bedenken, dass auch er nie in seinem Leben gearbeitet habe, weil er einen reichen Vater hatte. Robert wiederum deutet an, dass Bill bald sein Schwiegervater sein wird, will er Daila doch heiraten und die ist einverstanden. Alex und Elke werden am Ende ein Paar und auch Bill findet in Erna eine neue Freundin.

## Kritik
Der film-dienst bezeichnete Crazy – total verrückt als ein „klamottenhaftes Verwechslungslustspiel ohne Anspruch auf Logik und Glaubwürdigkeit.“ „Nicht nur verrückt, sondern total bekloppt“, fasste Cinema zusammen.
Die Zeitschrift Filmecho/Filmwoche wies besonders auf den Bruder der belgischen Königin Don Jaime hin, der seinen Part „chevaleresk und lebenserfahren“ spiele. Daneben ziehe Georg Thomalla „alle Register seines Vollblut-Komödiantentums“.